# Aprostocetus darwini
Aprostocetus darwini är en stekelart som först beskrevs av Girault 1913.  Aprostocetus darwini ingår i släktet Aprostocetus och familjen finglanssteklar. Inga underarter finns listade i Catalogue of Life.